# Michaela Stejskalová
Michaela Stejskalová, rodným jménem Michaela Zrůstová, (* 4. duben 1987 Tábor,Československo) je česká basketbalistka, nastupuje na pozici křídelnice. V roce 2011 přestoupila z klubu Valosun Brno do týmu ZVVZ USK Praha, se kterým získala v sezóně 2011/2012 mistrovský titul. Je též mistryní republiky z roku 2005. S českou reprezentací skončila na Mistrovství Evropy v roce 2011 na 4. místě. Startovala též na Letních olympijských hrách 2012, kde se Češky umístily na sedmé příčce. Je provdána za maséra Radka Stejskala. Její sestrou je basketbalistka a bývalá mládežnická reprezentantka Renáta Zrůstová.